# Firmin Mattis
Firmin Mattis, né le 16 septembre 1929 au Fornet, à Val-d'Isère, et mort le 20 mars 2024 dans la même commune,, est un skieur alpin français. Référence du ski alpin français d'après-guerre dans la discipline du slalom, il prend part à une édition des Jeux olympiques d'hiver en 1952 à Oslo, durant lesquels il prend la 12e place en slalom.

## Palmarès

### Jeux olympiques
| Épreuve / Édition | Descente | Slalom géant | Slalom |
| ----------------- | -------- | ------------ | ------ |
| JO 1952 Oslo      | —        | —            | 12e    |

### Championnats du monde
| Épreuve / Édition  | Descente | Slalom géant | Slalom | Combiné                          |
| ------------------ | -------- | ------------ | ------ | -------------------------------- |
| JO 1952 Oslo       | —        | —            | 12e    | Épreuve inexistante à cette date |
| Mondiaux 1954 Aare | —        | —            | 12e    | —                                |